# Gewerbesperre
Als Gewerbesperre bezeichnet man ein allgemeines oder individuell gefasstes Zutrittsverbot zur Ausübung gewerblicher Tätigkeiten.
Eine allgemeine Gewerbesperre wurde etwa im April 1933 kurz nach der Etablierung des autoritären Regimes in Österreich verhängt, sie sollte den Zustrom Arbeitsloser und die Überfüllung selbständiger Gewerbe in den Notzeiten der Weltwirtschaftskrise anhalten. Ähnlich restriktive Maßnahmen wurden damals auch von anderen Staaten durchgeführt. Die österreichische Gewerbesperre wurde durch eine Novelle der Gewerbeordnung aus 1934 sowie das Untersagungsgesetz vom 1. Dezember 1934 ersetzt. Danach wurde unter anderem für Neueröffnungen die Prüfung des Lokalbedarfs vorgesehen, eine Maßnahme, die bis 1952 Geltung behielt.